# Brizio Montinaro
Brizio Montinaro (Calimera, 23 luglio 1943) è un attore e scrittore italiano.

## Biografia
Si è diplomato al Centro sperimentale di cinematografia. Al cinema ha lavorato con alcuni dei più grandi registi italiani ed europei tra cui Damiano Damiani (Il giorno della civetta, 1968), Miklós Jancsó (La tecnica e il rito 1971), Luigi Comencini (Delitto d'amore, 1974), Paolo Nuzzi (Giovannino 1975), Alberto Lattuada (Oh, Serafina,1976), Claude Pinoteau (Il genio, 1976), Theo Angelopoulos (Alessandro il Grande, 1980), Pupi Avati (Magnificat, 1993).
È una voce tra le più note della radio italiana. Dalla seconda metà degli anni '60 è presente come autore, conduttore o attore in numerosi drammi radiofonici e trasmissioni di successo. È stato interprete in due sceneggiati radiofonici di maggior successo di Radio Rai - Matilde, Andrea - e in tantissime pièces teatrali. Ha partecipato con una sua rubrica sulla canzone popolare a  Radiodue 3131. È stato ideatore e conduttore della fortunata trasmissione Come se realizzata per Radio Tre.
In televisione ha partecipato a diverse serie tra cui Le avventure di Pinocchio (1971) dello stesso Luigi Comencini, Cristoforo Colombo (1985) con Gabriel Byrne, e Io ti salverò (2002) di Mario Caiano con Massimo Ranieri.
Attivo anche in teatro, ha preso parte a diverse rappresentazioni teatrali tra cui Venti zecchini d'oro (1968, insieme a Paola Borboni, Renato Rascel, Maria Grazia Buccella e Patrizia De Clara) e La lupa (1969, accanto ad Anna Magnani e Osvaldo Ruggeri) entrambe per la regia di Franco Zeffirelli, Golem (1970) con Arnoldo Foà e regia di Alessandro Fersen e, nel corso degli anni '80,  Nostra Dea di Massimo Bontempelli, La morte di Niobe di Ruggero Savinio e Orgia di Pier Paolo Pasolini, spettacoli diretti tutti da Lorenzo Salveti. Nel 1998 ha presentato il recital In riveder la luna io me ne stava, un viaggio nella poesia di Giacomo Leopardi, e l'anno successivo è andato in scena con Il vaso di Pandora per la regia di Salvatore Tramacere dei Cantieri Teatrali Koreja. Nel 2007 è stato autore e interprete insieme all'Ensemble Terra d'Otranto di Danzare col ragno, spettacolo di grande successo diventato poi libro con lo stesso titolo. L'ultima sua produzione teatrale è Agàpimu, un viaggio nella poesia e nella musica di tradizione orale della Grecìa salentina, terra da cui proviene.
Importante il lavoro svolto da Montinaro come antropologo esperto di storia e di tradizioni popolari per preservare e divulgare la conoscenza della lingua e della cultura grica del Salento di cui è uno dei massimi esperti. È autore di numerosi libri: Salento povero (Longo Editore, 1976), Diario macedone (Edizioni il Formichiere, 1980), Diario di bordo (Nuova Eri, 1985), San Paolo dei serpenti (Sellerio Editore, 1996), Canti di pianto e d'amore dall'antico Salento (Bompiani, 1994/2001). Da quest'ultimo sono stati tratti i testi per sei opere musicali tra cui Outis di Luciano Berio, Laments di Brian Elias e Morolòja kai erotikà di Ivan Fedele. Del 2007 è Danzare col ragno e del 2009 Il tesoro delle parole morte. La poesia greca del Salento, entrambi usciti per i tipi dell'editore Argo.  L'ultima fatica di Montinaro è Il teatro della taranta. Tra finzione scenica e simulazione (Carocci Editore, 2019).

## Filmografia

### Cinema
- Il Tramontana, regia di Adriano Barbano (1965)
- Segretissimo, regia di Fernando Cerchio (1967)
- Mister X, regia di Piero Vivarelli (1967)
- Una colt in pugno al diavolo, regia di Sergio Bergonzelli (1967)
- I barbieri di Sicilia, regia di Marcello Ciorciolini (1967)
- Soldati e capelloni, regia di Ettore Maria Fizzarotti (1967)
- Il giorno della civetta, regia di Damiano Damiani (1968)
- Il sesso degli angeli, regia di Ugo Liberatore (1968)
- I nipoti di Zorro, regia di Marcello Ciorciolini (1968)
- La bambolona, regia di Franco Giraldi (1968)
- Violenza al sole - Una estate in quattro, regia di Florestano Vancini (1969)
- Vivi o preferibilmente morti, regia di Duccio Tessari (1969)
- Gli specialisti, regia di Sergio Corbucci (1969)
- Dramma della gelosia (tutti i particolari in cronaca), regia di Ettore Scola (1970)
- Satiricosissimo, regia di Mariano Laurenti (1970)
- Arizona si scatenò... e li fece fuori tutti, regia di Sergio Martino (1970)
- Anonimo veneziano, regia di Enrico Maria Salerno (1970)
- Una nuvola di polvere... un grido di morte... arriva Sartana, regia di Giuliano Carnimeo (1970)
- Lo strano vizio della signora Wardh, regia di Sergio Martino (1971)
- Il sesso del diavolo - Trittico, regia di Oscar Brazzi (1971)
- Cose di Cosa Nostra, regia di Steno (1971)
- Bubù, regia di Mauro Bolognini (1971)
- Stanza 17-17 palazzo delle tasse, ufficio imposte, regia di Michele Lupo (1971)
- Scipione detto anche l'Africano, regia di Luigi Magni (1971)
- La supertestimone, regia di Franco Giraldi (1971)
- Sei già cadavere amigo... ti cerca Garringo (Abre tu fosa, amigo... llega Sábata), regia di Juan Bosch (1971)
- La notte che Evelyn uscì dalla tomba, regia di Emilio P. Miraglia (1971)
- Permette? Rocco Papaleo, regia di Ettore Scola (1971)
- Maddalena, regia di Jerzy Kawalerowicz (1971)
- ...e di Shaúl e dei sicari sulle vie da Damasco e..., regia di Gianni Toti (1973)
- Delitto d'amore, regia di Luigi Comencini (1974)
- La bellissima estate, regia di Sergio Martino (1974)
- Giovannino, regia di Paolo Nuzzi (1976)
- Oh, Serafina!, regia di Alberto Lattuada (1976)
- Il genio (Le grand escogriffe), regia di Claude Pinoteau (1976)
- Nella città perduta di Sarzana, regia di Luigi Faccini (1980)
- Alessandro il Grande (O' Megalexandros), regia di Theo Angelopoulos (1980)
- Giallo a Malta (Trenchcoat), regia di Michael Tuchner (1983)
- Xenia, regia di Patrice Vivancos (1989)
- Magnificat, regia di Pupi Avati (1993)

### Televisione
- The Three Girls, regia di Gavin Millar – film TV (1969)
- Il '98, regia di Sandro Bolchi (1977)
- Nella città perduta di Sarzana, regia di Luigi Faccini – film TV (1979)
- I racconti di padre Brown – serie TV, episodio 1x03 (1971)
- Le avventure di Pinocchio – miniserie TV (1972)
- La tecnica e il rito, regia di Miklós Jancsó – film TV (1972)
- Circuito chiuso, regia di Giuliano Montaldo – film TV (1978)
- Il ritorno di Simon Templar (Return of the Saint) – serie TV, episodio 1x21 (1979)
- La speranza, regia di Lorenzo Salveti (1982)
- Boubouroche, regia di Lorenzo Salveti (1983)
- L'asino di Buridano, regia di Lorenzo Salveti (1983)
- Caffè nero, regia di Lorenzo Salveti (1984)
- I racconti del maresciallo – miniserie TV, episodio 1x05 (1984)
- Cristoforo Colombo – miniserie TV, 4 puntate (1985)
- L'enigma di Rue Martin 98 (Tout est dans la fin), regia di Jean Delannoy – film TV (1986)
- Prévoir, regia di Robert Pansard-Besson (1997)
- Io ti salverò, regia di Mario Caiano – miniserie TV (2002)

## Teatro
- Elio, Elio, Elio e gli altri, regia Elio Pandolfi (1967)
- Venti zecchini d’oro, regia di Franco Zeffirelli (1968)
- La lupa, regia di Franco Zeffirelli (1969)
- Nell’Eva spaziale (1970) - Regia di Silvano Spadaccino
- Golem (1970) - Regia di Alessandro Fersen
- La donna di casa (1970/71) - Regia di Nello Rossati
- Nostra Dea (1981) - Regia di Lorenzo Salveti
- La morte di Niobe (1981) - Regia di Lorenzo Salveti
- Orgia (1982) - Regia di Lorenzo Salveti
- La cameriera brillante (1987/88) - Regia di Lorenzo Salveti
- Gli uccelli (1989) - Regia di Livio Galassi
- In riveder la luna io me ne stava (1998) - Regia di Brizio Montinaro
- Il vaso di Pandora (1999 - 2000) - Regia Salvatore Tramacere
- Danzare col ragno (2006 - 2010) - Regia di Brizio Montinaro
- Cardía de llanto... de amor (2016 - 2017) - Direttore artistico con Miguel Ángel Berna

## Opere letterarie
- Salento povero, Longo Editore Ravenna 1976
- Diario macedone con Anghelopulos sul set di ALESSANDRO IL GRANDE, Edizioni Il Formichiere Milano 1980
- Diario di bordo, ERI Edizioni Rai Torino 1985
- Cristoforo Colombo: come si navigava, ERI Edizioni Rai Torino 1985
- Canti di pianto e d'amore dall'antico Salento, Bompiani Milano 1994/2018
- San Paolo dei serpenti: analisi di una tradizione, Sellerio Palermo 1996
- Danzare col ragno, Argo Lecce 2007
- Il tesoro delle parole morte: la poesia greca del Salento, Argo Lecce 2009
- AAVV. Il serpente nell'area del Mediterraneo. Culti riti miti, Rivista Abbruzzese  Lanciano 2010
- AAVV. NeoProtimisis, Edizioni Panico, Galatina 2010
- AAVV. Ernesto de Martino e il folklore, Progedit Bari 2020
- Il teatro della taranta. Tra finzione scenica e simulazione, Carocci Roma 2019